# 杉澤泰彦
杉澤 泰彦（すぎざわ やすひこ、1952年〈昭和27年〉8月9日 - ）は、日本の政治家。元長崎県西海市長（2期）。

## 来歴
長崎県崎戸町（現：西海市）出身。崎戸町立崎戸中学校(現西海市立大崎中学校)、長崎県立長崎東高等学校を経て、1976年、早稲田大学社会科学部卒業。学習塾経営などを経て、1994年に実家の旅館経営を継いだ。
1999年、崎戸町議会選挙に初当選し、以後2期務めた。2005年に崎戸町を含む周辺5町の合併により西海市が発足し、同年5月西海市議会議員に初当選。2013年5月より同市議会副議長を務めた。2016年9月に西海市長選挙への立候補を表明し、同年12月に市議会議員を辞職した。
2017年4月実施の西海市長選挙に無所属で出馬し、現職の田中隆一を破り初当選。得票数は杉澤10808、田中7784、投票率は77.84%であった。
2021年4月、元市議の田崎耕太、岩本利雄を破り再選。

## 主張・政策
- 行政の効率化が市民サービスの低下を招いたとして田中市政を批判。市長就任後は職員の育成、必要に応じて増員を進めるとしている[8]。